# 익산지방국토관리청
익산지방국토관리청(益山地方國土管理廳)은 국토교통부의 소속기관이다. 1996년 6월 29일 발족하였으며, 전라북도 익산시 익산대로52길 27에 위치하고 있다. 청장은 고위공무원단 나등급에 속하는 일반직공무원으로 보한다.

## 직무
- 건설 관련 기술자자격의 취소 또는 정지처분
- 각종 건설공사·용역의 계약관리
- 국가산업단지의 관리에 따른 행정처분
- 건설공사에 따른 용지매수 및 지장물 보상
- 도로건설사업에 관한 측량·조사·설계 및 시행
- 국도 및 하천의 유지·관리 및 이에 따른 행정처분
- 하천공사의 측량·조사·설계 및 시행
- 건설공사의 품질 및 안전 관리의 확인·지도감독
- 시설물의 안전 및 유지관리의 확인·지도감독
- 지하안전영향평가의 협의·관리·감독
- 소관 국유재산 및 청사의 관리
- 지역개발사업의 관리

## 연혁
- 1949년 5월 2일: 내무부 소속으로 이리지방건설국 설치. 소속기관으로 군산항·목포항·여수항공영소를 둠.
- 1952년 9월 5일: 소속기관으로 제주항공영소 설치.
- 1961년 10월 2일: 이리지방건설국을 국토건설청 소속 이리지방국토건설국으로 개편. 군산항·장항·목포항·여수항공영소를 군산·장항·목포·여수축항사무소로 개편하고 이리지방국토건설국의 소속기관으로 둠.
- 1962년 1월 15일: 제주축항사무소를 부산지방국토건설국으로 이관.
- 1962년 2월 27일: 이리지방국토건설국을 호남국토건설국으로 개편.
- 1962년 6월 18일: 건설부 소속으로 변경.
- 1972년 6월 16일: 장항축항사무소를 폐지.
- 1975년 6월 18일: 전라북도·전라남도지방국토관리청으로 분리. 건설부 소속으로 광주권지역개발건설사무소를 설치.
- 1976년 3월 13일: 군산·목포·여수축항사무소를 폐지.
- 1977년 1월 20일: 광주권지역개발건설사무소를 폐지.
- 1979년 6월 15일: 전라북도·전라남도지방국토관리청을 이리·광주지방국토관리청으로 각각 개편.
- 1981년 11월 2일: 광주지방국토관리청을 폐지하고 소관사무를 이리지방국토관리청으로 이관.
- 1994년 12월 23일: 건설교통부 소속으로 변경.
- 1996년 6월 29일: 익산지방국토관리청으로 개편.
- 2008년 2월 29일: 국토해양부 소속으로 변경.
- 2013년 3월 23일: 국토교통부 소속으로 변경.

## 관할구역
- 광주광역시, 전북특별자치도, 전라남도
- 하천 관련 업무에 대해서는 전북특별자치도 내 낙동강수계와 금강수계 및 전라남도 내 낙동강수계는 제외하고, 경상남도 내 섬진강수계는 포함하며, 지방하천 관련 업무에 대해서는 제주특별자치도를 포함한다.

## 조직

### 청장
관리국
- 운영지원과[2]
- 건설지원과[3]
- 보상과[2]

도로시설국
- 도로계획과[3]
- 도로공사과[3]
- 해상교량안전과[4]

하천국
- 하천계획과[2]
- 하천공사과[3]

건설안전국
- 건설관리과[4]
- 건설안전과[4]

### 소속기관
국토관리사무소
| 명칭               | 위치                                      | 관할구역 |
| ------------------ | ----------------------------------------- | --- |
| 광주국토관리사무소 | 광주광역시 광산구 임방울대로825번길 22-16 | - 국도: 광주광역시 및 전라남도 목포시, 나주시, 영광군, 장성군, 담양군, 함평군, 무안군, 화순군, 신안군, 영암군, 진도군, 해남군, 완도군, 강진군 - 국가하천: 국가하천 영산강 전 구간 |
| 전주국토관리사무소 | 전북특별자치도 완주군 이서면 이서남로 328 | - 국도: 전북특별자치도 군산시, 익산시, 김제시, 정읍시, 전주시, 완주군, 부안군, 고창군, 진안군 부귀면과 진안읍 군하리·정곡리·연장리                                                |
| 남원국토관리사무소 | 전북특별자치도 남원시 이백로 13           | - 국도: 전북특별자치도 남원시, 무주군, 장수군, 임실군, 순창군, 진안군 - 국가하천: 국가하천 섬진강 전 구간                                                                         |
| 순천국토관리사무소 | 전라남도 순천시 지현길 92                 | - 국도: 전라남도 순천시, 광양시, 여수시, 곡성군, 구례군, 보성군, 장흥군, 고흥군, 강진군 옴천면·작천면·병영면·군동면·칠량면·대구면·마량면·강진읍 동성리                            |

출장소
| 소속               | 명칭       | 위치                                     |
| ------------------ | ---------- | ---------------------------------------- |
| 광주국토관리사무소 | 해남출장소 | 전라남도 해남군 옥천면 지석로 19         |
| 남원국토관리사무소 | 무주출장소 | 전북특별자치도 무주군 무주읍 무주로 1069 |
| 순천국토관리사무소 | 보성출장소 | 전라남도 보성군 미력면 가평길 44         |